# 甲状舌骨筋
甲状舌骨筋（こうじょうぜっこつきん、thyreohyoid muscle）は頚部の筋肉のうち、胸骨舌骨筋の外側を上下に平行に走り、舌骨に繋がる筋肉である。舌骨を下方に引く作用を持つ。
甲状舌骨筋の起始は甲状軟骨斜線から起こり、上方に向かい舌骨大角の後面に停止する。